# Sloup Nejsvětější Trojice (Kadaň)

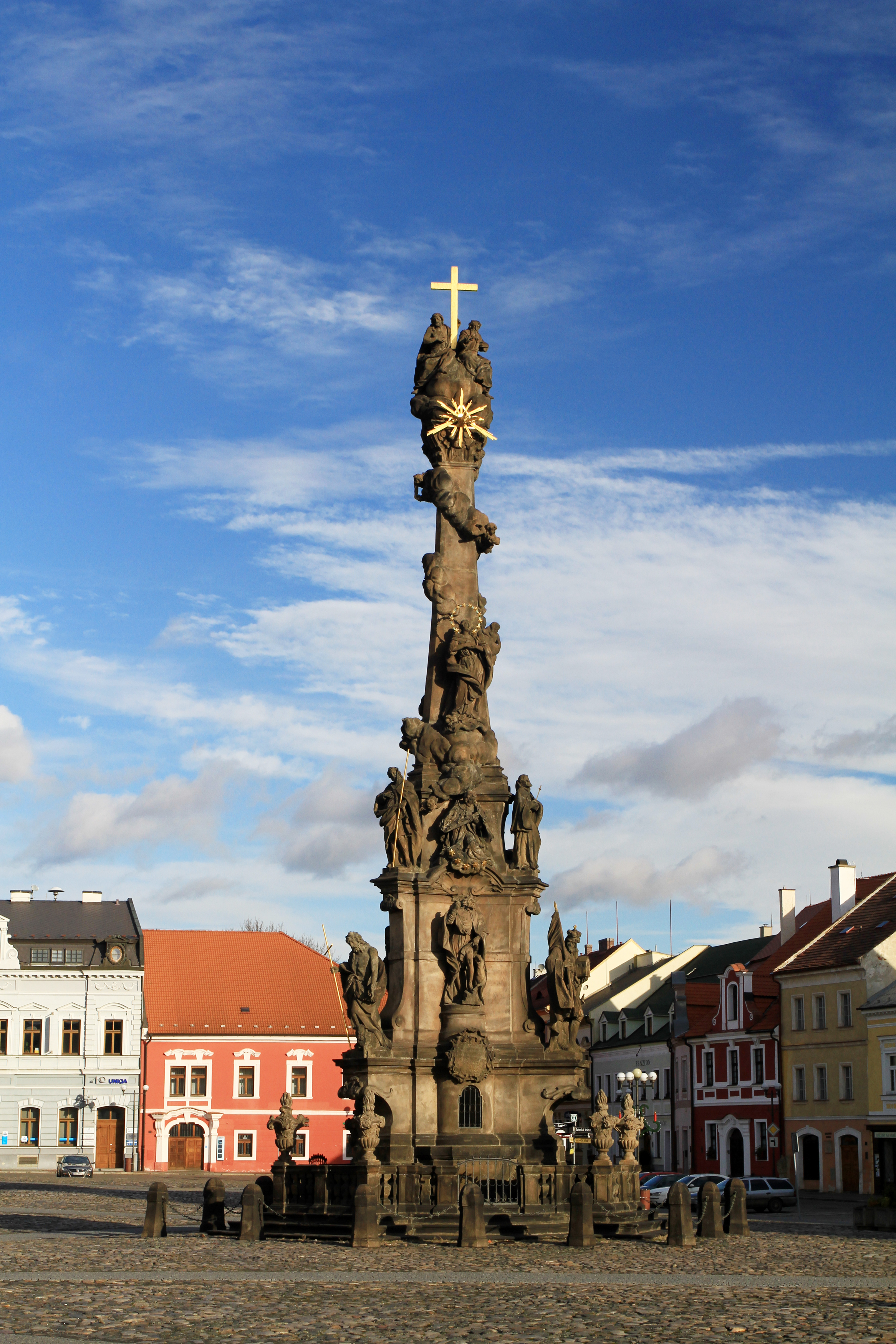
Pohled na sloup Nejsvětější Trojice v Kadani

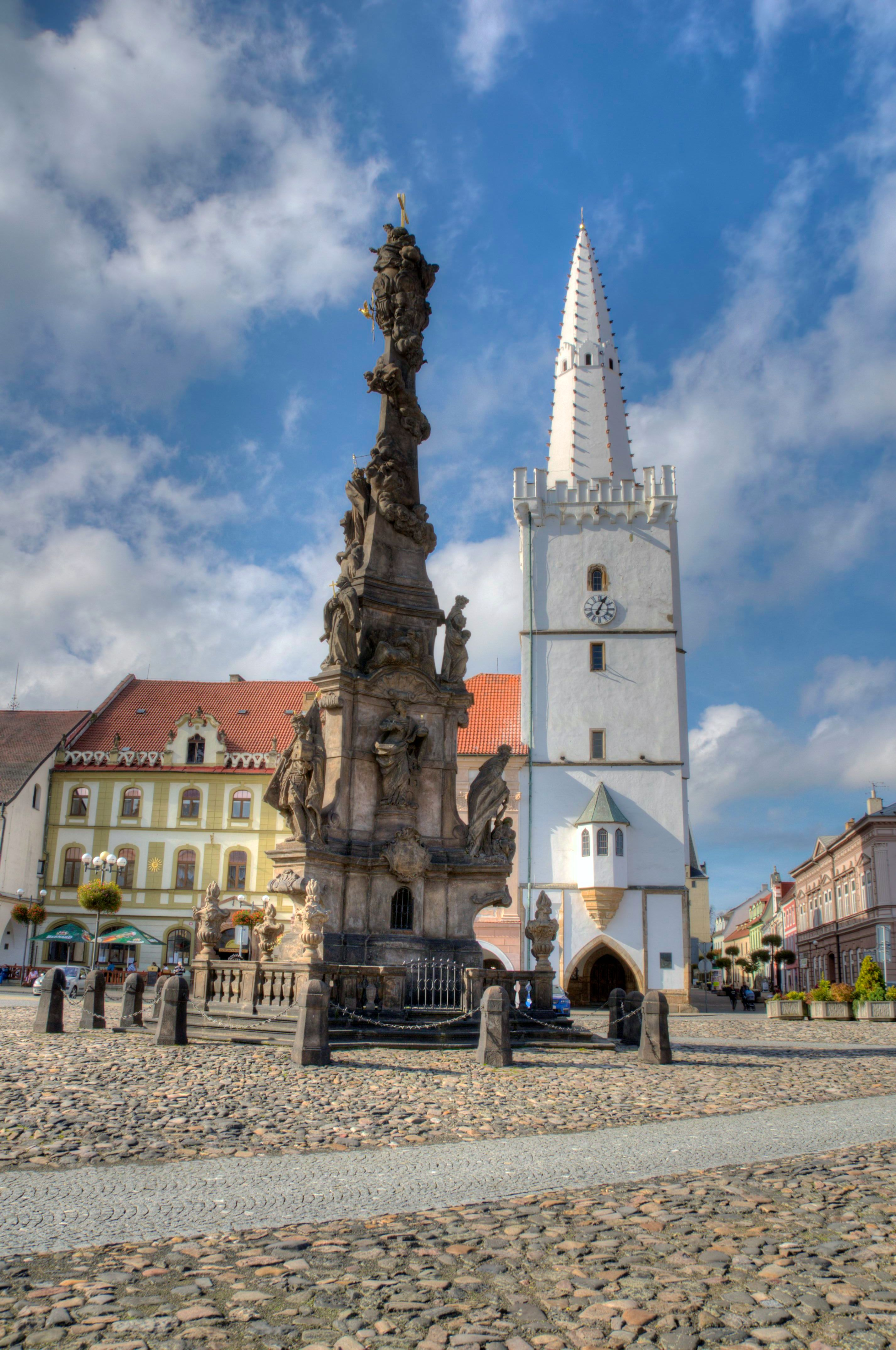
Pohled na sloup Nejsvětější Trojice s Radniční věží v pozadí

Sloup Nejsvětější Trojice v Kadani je barokní sakrální památka postavená ke slávě Boží v letech 1753 až 1755. Jeho hlavním účelem byla okázalá oslava katolické církve a víry, částečně vyvolaná pocitem vděčnosti za ukončení moru. Morový sloup dominuje středu hlavního kadaňského náměstí – Mírovém náměstí – v Kadaňské památkové rezervaci.

## Historie
V rámci stavebního rozvoje města bylo v polovině 18. století rozhodnuto o vyzdvižení zhruba 25 m vysokého pískovcového sloupu s bohatou sochařskou výzdobou. Hlavní sochařská práce je připisována Josefu Weitzmannovi, který také byl autorem sochy svatého Jana Nepomuckého z roku 1741 u nádraží, přemístěné do ulice Kpt. Jaroše u domu čp. 612.

## Popis
Kromě sousoší Nejsvětější Trojice na vrcholu se zde nachází i socha Panny Marie Immaculty. Pod ní na římse se dále nachází socha svatého Rocha se psem a s bochníkem chleba v tlamě. Po ním je nápis chronogramem: 
| „ | DIVInae trIaDI VIrgIneae genItrICI DIVIsq Ve PatronIs sUIs stIrps roChIanae roChIanae pieta eremit | “ |

 Pod kartuší je zamřížovaná nika, zaklenutá odsazeným obloukem. Na sloupu jsou dále sochy svatého Isidora z Madridu, svatého Floriána, svaté Kateřiny, svaté Rozálie z Palerma s lebkou a s věncem růží, svaté Alžběty Durynské, svatého Františka Xaverského, svaté Barbory, svatého Františka Serafinského z Assisi, které jsou doplněny postavami andělíčků ve vysokém reliéfu. Na sloupu a kolem něj je patrná šestiboká balustráda se šesti dekorativními vázami a patnácti pískovcovými patníky propojených železnými kovanými řetězy.

### Restaurátorské práce
První restaurátorské práce byly na sloupu proveden v roce 1959. V následujícím roce proběhl první průzkum v rámci přípravy pro vyhlášení památkové rezervace v Kadani. Na restaurátorských pracích v polovině minulého století se podíleli Qido Adamec, Jana Adamcová a Vladimír Bartuněk. Teprve v letech 1998 až 2000 došlo k dalšímu velkému zásahu na vzhledu sloupu zásluhou restaurátora Ivana Hamáčka.